# Episodi di Beauty and the Beast (prima stagione)
La prima stagione della serie televisiva Beauty and the Beast, composta da 22 episodi, è stata trasmessa in prima visione assoluta negli Stati Uniti d'America da The CW dall'11 ottobre 2012 al 16 maggio 2013.
In Italia la stagione è stata trasmessa su Rai 2 dal 29 maggio al 25 luglio 2013 e su Fox dal 4 dicembre 2013.
| n° | Titolo originale     | Titolo italiano           | Prima TV USA     | Prima TV Italia |
| -- | -------------------- | ------------------------- | ---------------- | --------------- |
| 1  | Pilot                | Contatto                  | 11 ottobre 2012  | 29 maggio 2013  |
| 2  | Proceed with Caution | Procedere con cautela     | 18 ottobre 2012  | 29 maggio 2013  |
| 3  | All In               | Tutto per tutto           | 25 ottobre 2012  | 29 maggio 2013  |
| 4  | Basic Instinct       | Istinto primordiale       | 1º novembre 2012 | 5 giugno 2013   |
| 5  | Saturn Returns       | Il ritorno di Saturno     | 8 novembre 2012  | 5 giugno 2013   |
| 6  | Worth                | Ritratto d'amore          | 15 novembre 2012 | 12 giugno 2013  |
| 7  | Out of Control       | Fuori controllo           | 29 novembre 2012 | 12 giugno 2013  |
| 8  | Trapped              | In trappola               | 6 dicembre 2012  | 19 giugno 2013  |
| 9  | Bridesmaid Up!       | Il primo ballo            | 13 dicembre 2012 | 19 giugno 2013  |
| 10 | Seeing Red           | Vedere rosso              | 24 gennaio 2013  | 26 giugno 2013  |
| 11 | On Thin Ice          | Sul ghiaccio              | 31 gennaio 2013  | 26 giugno 2013  |
| 12 | Cold Turkey          | Un taglio netto           | 7 febbraio 2013  | 4 luglio 2013   |
| 13 | Trust No One         | Doppio inganno            | 14 febbraio 2013 | 4 luglio 2013   |
| 14 | Tough Love           | Un amore difficile        | 21 febbraio 2013 | 11 luglio 2013  |
| 15 | Any Means Possible   | Ad ogni costo             | 14 marzo 2013    | 11 luglio 2013  |
| 16 | Insatiable           | Insaziabile               | 21 marzo 2013    | 11 luglio 2013  |
| 17 | Partners in Crime    | Partner nel crimine       | 28 marzo 2013    | 18 luglio 2013  |
| 18 | Heart of Darkness    | Il tradimento di un amico | 18 aprile 2013   | 18 luglio 2013  |
| 19 | Playing with Fire    | Giocare con il fuoco      | 25 aprile 2013   | 18 luglio 2013  |
| 20 | Anniversary          | L'anniversario            | 2 maggio 2013    | 25 luglio 2013  |
| 21 | Date Night           | Appuntamento              | 9 maggio 2013    | 25 luglio 2013  |
| 22 | Never Turn Back      | Mai voltarsi indietro     | 16 maggio 2013   | 25 luglio 2013  |

## Contatto
- Titolo originale: Pilot
- Diretto da: Gary Fleder
- Scritto da: Sherri Cooper e Jennifer Levin

### Trama
Nell'autunno del 2003 Vanessa, madre di Catherine Chandler, viene uccisa per mano di due killer non identificati. Questi dopo aver sparato alla donna inseguono Catherine, che per sfuggire loro scappa nei boschi limitrofi, ma proprio mentre sta per essere uccisa viene salvata da un misterioso individuo con le sembianze di una bestia. Con il passare degli anni, nel 2012, Catherine è diventata una brillante detective della polizia di New York e i suoi pensieri si rivolgono costantemente alla "bestia" misteriosa che l'ha salvata ed al caso dell'omicidio di sua mamma archiviato ed irrisolto. Catherine e la sua collega detective, Tess, si trovano ad investigare sull'omicidio dell'editrice di moda Ashley Webster avvenuto in un hotel di lusso. L'esito dell'autopsia rivela sul corpo della stessa delle impronte digitali che sembrano appartenere ad un medico di nome Vincent Keller arruolatosi nell'esercito dopo la morte dei suoi due fratelli nel crollo delle torri gemelle, che però risulta deceduto in Afganistan. Catherine indagando sul passato di Vincent scopre che questi aveva un coinquilino ed amico dai tempi del college, si reca così da questo per fargli qualche domanda e rimane insospettita dalla scala che porta al piano di sopra della sua abitazione. Il giorno seguente torna all'appartamento e scopre che al secondo piano si nasconde Vincent, che in realtà è vivo; non comprendendo il motivo per cui abbia inscenato la sua morte cerca di parlare con lui, e durante la conversazione nota un trafiletto di giornale con l'articolo, risalente al 2003, che parla proprio dell'omicidio di sua madre. AIla fine se ne va senza aver ottenuto risposte. Insospettita dall'accaduto si reca dal medico legale che ha eseguito l'autopsia di Ashley Webster che la informa di aver trovato tracce di DNA incrociato animale-umano. Tornata da Vincent, Cat gli chiede spiegazioni: il ragazzo le confessa che effettivamente si trovava sul luogo del delitto ma esclusivamente per cercare di aiutare la ragazza, che non era deceduta a causa di una contusione ma era morta per avvelenamento. Avendo conferma anche dal medico legale Catherine dirige i suoi sospetti verso il marito di Ashley, che confessa di avere tradito la moglie con diverse donne a cui poi si scopre che raccontava di un inesistente accordo pre-matrimoniale che gli impediva di lasciarla senza che lei gli togliesse tutto; una di queste sue amanti si rivela essere la segretaria di sua moglie e si scopre che è stata lei ad ucciderla. Nel frattempo Catherine viene aggredita da tre persone in una stazione della metropolitana e prontamente salvata da Vincent, che rivela avere le sembianze di una bestia. Dopo l'aggressione il ragazzo racconta a Catherine che gli uomini da cui l'ha salvata e con cui lei aveva un incontro per parlare del campione di capelli con il DNA incrociato sono in realtà alla ricerca, come lui, di un antidoto. Il ragazzo racconta come, una volta arruolato, aveva preso parte a degli esperimenti medici di cui non conosceva la natura, e di come aveva scoperto che tutti i soggetti coinvolti diventavano uomini-bestia dotati di sensi ipersviluppati e di una forza sovrumana con l'aumentare dell'adrenalina, che quando si erano rivelati incontrollabili erano stati uccisi tutti tranne Vincent che si è salvato per pura fortuna e che da quel giorno si è finto morto per evitare che uccidessero anche lui. Dopo la scoperta fatta ed aver fatto un patto con Vincent, che l'aiuterà a risolvere l'omicidio della madre, Catherine si reca alla festa di fidanzamento di suo padre.
- Guest star: Khaira Ledeyo (Vanessa Chandler), Yannick Bisson (Alex Webster), Tamara Hope (Emily), Alex Paxton-Beesley (Chloe London)
- Ascolti USA: telespettatori 2 780 000 – share 3%[2]
- Ascolti Italia: telespettatori 1 699 000 – share 6%[3]

## Procedere con cautela
- Titolo originale: Proceed with Caution
- Diretto da: Rick Bota
- Scritto da: Sherri Cooper e Jennifer Levin

### Trama
Catherine indaga su un nuovo caso di omicidio: una ballerina è stata trovata morta vicino al teatro dove si svolgevano le prove. Mentre lei e la sua collega sono sul posto arriva Victoria, un'amica della donna, che scoprono essere la sua sostituita nel ruolo di Odette ne "Il Lago dei Cigni". Mentre Cat perlustra il palazzo in cerca di indizi che possano condurla alla verità, viene sorpresa sul tetto da Vincent che, grazie ai suoi sensi iper-sviluppati, si è accorto dell'atteggiamento di Victoria e crede che lei possa nascondere qualcosa sul delitto. Durante le indagini Cat e Tess scoprono che la vittima voleva fare una denuncia alla polizia ma poi aveva cambiato idea, e le detective ritengono possa essere coinvolto un ragazzo, probabile stalker, perché nel cestino della pattumiera trovano dei fiori e l'armadietto della ballerina è stato svuotato. In aggiunta al caso della ballerina continua l'ossessione di Cat di scoprire la verità sulla morte della madre, e in questo coinvolge anche Vincent nel tentativo di capire se degli studi medici che la ragazza ha trovato negli oggetti della madre possano centrare qualcosa. J.T., l'amico di Vincent, pensa che questo via vai dal magazzino possa attirare attenzione, ed è per questa ragione che all'improvviso Vincent scompare dall'abitazione dell'amico, tornerà però per salvare ancora una volta Cat da uno sconosciuto che cerca di ucciderla in un vicolo. In seguito Cat torna in centrale dove assiste all'autopsia dell'uomo che Vincent ha ucciso per proteggerla; ovviamente mente dicendo che ha ucciso lei l'uomo durante la colluttazione tra loro, ma il medico legale, pur mettendo nel verbale la sua deposizione, fatica a credere che lesioni così gravi possano essere state provocate da lei. Per quanto Vincent cerchi di tenerla lontano i due continuano a vedersi. Il ragazzo mostra a Cat una sua vecchia foto dei tempi in cui era un soldato in cui sono raffigurati anche alcuni suoi compagni, la detective cerca quindi di convincerlo ad indagare più in profondità sul progetto Murfield ma il ragazzo si rifiuta di farlo perché pensa che sia troppo pericoloso. Ma Cat non demorde e decide di indagare da sola e in ufficio cerca di scoprire nuovi indizi dopo aver scansionato la foto sottratta a Vincent ed avviato il riconoscimento facciale, il computer però si blocca a causa di un virus. Nel frattempo Heather, la sorella di Cat, vuole andare via di casa perché non sopporta il fatto che la sorella continui a cercare risposte sull'omicidio della madre, ma Cat riesce a convincerla a restare. Procedono le indagini sull'omicidio della ballerina e si viene a scoprire che la sua sostituta, Victoria, l'anno prima non aveva passato un periodo fuori città per essersi rotta un dito, ma perché era rimasta incinta, e le detective riescono a scoprire che il padre di suo figlio era il loro insegnante e che è anche colpevole di aver violentato ed in seguito ucciso la giovane ballerina per evitare che lo denunciasse. Risolto il caso, Catherine e Vincent si incontrano sul tetto del teatro e decidono di ricominciare da capo e conoscersi.
- Guest star: Nicole Anderson (Heather Chandler), Elizabeth Blackmore (Victoria Hansen)
- Ascolti USA: telespettatori 2 000 000 – share 2%[4]
- Ascolti Italia: telespettatori 1 636 000 – share 6,01%[3]

## Tutto per tutto
- Titolo originale: All In
- Diretto da: P.J. Pesce
- Scritto da: Jeff Rake

### Trama
L'episodio si apre con l'uccisione di un uomo che viene investito sotto gli occhi della sua assistente; l'uomo, identificato come il giudice Hanson, si occupava di immigrazioni. Analizzando i video della scena del crimine si risale all'automobile con cui è stato commesso l'omicidio e alla proprietaria. Tramite J.T. Cat manda un messaggio a Vincent per sapere come sta, e successivamente si reca insieme alla sua partner ed altri due colleghi nel luogo in cui è stata ritrovata l'auto in questione. Mentre si trovano li arriva la proprietaria della macchina, che però appena vede la polizia cerca immediatamente di scappare ma viene fermata e arrestata. La facilità del caso non convince del tutto la giovane detective, che decide di indagare da sola nonostante non ne abbia l'autorità. A confermare i suoi sospetti sull'innocenza della giovane arrestata è il biglietto che Vincent le fa trovare nella sua stanza, dove le dice che la ragazza non è responsabile dell'omicidio. Cat, volendo chiarezza su quanto affermato da Vincent, si reca ancora una volta nell'appartamento di J.T. dove ha un colloquio con lui, e lui le rivela di aver visto la giovane incriminata fare una passeggiata la notte del delitto, ma non può testimoniare a suo favore poiché ufficialmente morto. Cat decide così di fare un sopralluogo nell'appartamento di Iris, dove trova nascoste le due sorelline clandestine della ragazza, una delle quali è malata. Vista la grave situazione di salute della piccola, Cat chiede aiuto a Vincent, che essendo un medico può salvare la ragazza senza portarla all'ospedale dove sarebbe rimandata nel suo paese essendo senza permesso di soggiorno. Su suggerimento dell'avvocato Iris confessa la sua colpevolezza pur essendo innocente; e Cat prosegue le sue indagini interrogando il proprietario e il barman del locale in cui la giovane lavorava. I sospetti ricadono inizialmente su Dane, il proprietario, ma quando le sorelle di Iris descrivono l'uomo che è entrato in casa ed ha preso le chiavi dell'auto Cat intuisce che si tratta di Sam il barista. Il ragazzo, riconosciuto dalle sorelline per avere un coltello tatuato sul braccio, portava illegalmente clandestini nel paese e vista l'amicizia che legava Iris ed il giudice Hanson, per paura di essere tradito dalla donna ha organizzato l'omicidio. Ad aiutare Cat è ancora una volta Vincent, che lega l'uomo fino all'arrivo della polizia nell'appartamento. Le accuse nei confronti di Iris sono ormai cadute e la donna riabbraccia finalmente le sorelle che, per aver testimoniato, possono chiedere asilo politico per rimanere nel paese. Cat per aver investigato da sola ed aver infranto le regole è costretta per una settimana ai lavori d'ufficio; il suo capo però si complimenta comunque con lei per l'ottimo lavoro svolto. Dopo essere tornata a casa dal lavoro Cat si incontra sulla scala antincendio con Vincent, che vuole scusarsi del comportamento avuto nei suoi confronti. Il ragazzo le fornisce il suo numero di cellulare, che tuttavia è attivo per soli tre giorni poiché costretto costantemente a non essere rintracciabile. I due si accordano di passare meno di sette giorni senza notizie l'uno dell'altra. successivamente Cat rientra in casa e dà conferma della sua presenza al matrimonio del padre, la ragazza sottolinea che seppur non sarà accompagnata non è, come la definiva il padre, "sola al mondo".
Nel frattempo due uomini, in un luogo imprecisato, si incontrano per discutere di alcuni campioni di capelli rinvenuti che gli hanno fatto capire che Vincent è vivo, e decidono di seguire Catherine Chandler per arrivare al suo nascondiglio.
- Guest star: Nicole Anderson (Heather Chandler), Lara Jean Chorostecki (Iris), Yani Gellman (Sam), Luke Macfarlane (Bertrand)
- Ascolti USA: telespettatori 1 880 000 – share 2%[5]
- Ascolti Italia: telespettatori 1 469 000 – share 6,38%[3]

## Istinto primordiale
- Titolo originale: Basic Instinct
- Diretto da: Bradley Walsh
- Scritto da: Roger Grant

### Trama
Mentre vaga per le strade della città Vincent percepisce che c'è qualcuno che ha bisogno del suo aiuto, e trova un ragazzo in coma in un cassonetto della spazzatura. Per rendersi utile lo porta subito al pronto soccorso, per poi sparire. Cat, nel frattempo, sta giocando una partita di baseball con il suo distretto per battere i vigili del fuoco, ma si dimostra poco abile all'inizio. Quando la palla finisce fuori dal campo e precisamente in un boschetto, trova nascosto Vincent che l'aspetta e che l'avvisa di ciò che ha fatto. Cat così prende in consegna il caso di Tommy Holt e convoca subito il padre al distretto. Le viene riferito che in passato il ragazzo ha avuto spesso problemi dopo la morte della madre. Vengono fatte le prime ipotesi che risultano però sbagliate, ma sarà proprio la fidanzata a portarli sulla strada giusta. J.T. è preoccupato per la facilità con cui Vincent si sta lasciando andare per seguire Cat, quasi tralasciando i cinque anni passati nell'anonimato. Cat viene mandata dal suo capo a perlustrare l'appartamento di Tommy, cosa che però non potrà fare perché la ragazza viene sorpresa dagli uomini della Muirfield che la catturano per sapere dove si nasconda Vincent, ma lei non lo tradisce. Vincent nel frattempo riesce a rendersi ancora utile nell'indagine del caso del ragazzo in coma, trovando l'orologio costosissimo che il ragazzo aveva perso vicino ai cassonetti e poi si reca a casa di Cat ad aspettarla, ma quando la ragazza arriva la scopre particolarmente fredda e spaventata. La ragazza racconta quello che è successo e spiega a Vincent che forse è meglio non vedersi, ma lui è visibilmente toccato dalle sue parole. Così Vincent per rimediare decide di consegnarsi da solo direttamente agli uomini della Muirfield perché ha paura che possa fare del male a Cat e a J.T, ma anche perché lui crede che Cat abbia paura di lui.
Cat e Tess si recano nel frattempo al centro dove Tommy era stato in cura per riabilitarsi, e fanno così conoscenza con la padrona del centro e la fidanzata di Tommy, Clarissa, che rivela che il ragazzo aveva dopato i cavalli per poi scommettere, ma grazie a delle analisi scoprono che ciò non è vero. Cat riceve poi la telefonata di un agitatissimo J.T. che le comunica la scomparsa di Vincent e i due corrono subito a cercarlo dopo avere identificato il posto dove si trovava. Cat cerca di convincere Vincent a non consegnarsi e subito dopo scoppia una vera e propria rissa tra le due fazioni, il risultato è che tutti gli uomini della Muirfield presenti sono morti.
In un colloquio con la fidanzata di Tommy, Cat e Tess capiscono che non è lei ad aver quasi ucciso Tommy ma sua madre, e così Lois Whitworth finisce in arresto.
Infine, Cat e Vincent si incontrano sulle scale antincendio di casa di Cat. Il ragazzo le riconsegna la palla dell'homerun che ha consentito alla squadra di Cat di vincere la partita di baseball, e la ragazza si dimostra felice al pensiero che a vederla ci fosse proprio lui. Cat confessa a Vincent che la notte in cui lui l'ha salvata lei ha pensato che lui non le avrebbe mai fatto del male, e ne è ancora convinta.
- Guest star: Jenn Proske (Clarissa Whitworth), Mädchen Amick (Lois Whitworth), Alex Carter (padre di Tommy Holt)
- Ascolti USA: telespettatori 1 700 000 – share 2%[6]
- Ascolti Italia: telespettatori 1 369 000 – share 4,83%[7]

## Il ritorno di Saturno
- Titolo originale: Saturn Returns
- Diretto da: Steve Adelson
- Scritto da: Blair Singer

### Trama
Vincent e J.T. escono di notte dal loro nascondiglio per fare due passi e, grazie al suo udito super sviluppato, Vincent sente che non molto distante c'è un negoziante in pericolo che sta subendo una rapina; il ragazzo così interviene diventando l'eroe su tutti i quotidiani del giorno successivo.
La notizia è riportata sui giornali con allegata una foto tratta dal video di sorveglianza del circuito interno del negozio; preoccupata che il video possa contenere un frammento intero del volto di Vincent, Cat riesce a visionare il video senza farsi scoprire e si accerta che l'identità dell'amico sia ancora al sicuro.
Heather vuole organizzare una festa a sorpresa per il compleanno di Cat e, per far ciò, chiede l'aiuto dei suoi colleghi.
Nel frattempo un uomo, Michael, si presenta al distretto da Tess e Cat perché la sua ragazza è scomparsa, ma con il sopralluogo tante cose non tornano infatti, nel loro appartamento, non ci sono tracce della presenza della ragazza ad eccezione di un capello e di un po' di sangue; presi questi due campioni di DNA si rintraccia la vera identità della fidanzata scomparsa.
Amy infatti faceva parte di un programma di protezione per via dell'omicidio dei suoi genitori; viveva sotto copertura per sfuggire all'assassino e Cat, grazie ad un'intuizione avuta involontariamente da Vincent, capisce che Amy si è rifugiata in posto sicuro che solo lei conosce; la ragazza, innamorata di Michael, gli manda un messaggio in codice per fargli capire dove si trova così Cat, decifrato il messaggio, raggiunge questo posto appena in tempo e la salva dall'arrivo del suo assassino.
Cat decide di passare il suo compleanno con Vincent, l'unico con cui può essere sincera; così, con grande felicità per il ragazzo, i due si danno appuntamento per le ore venti di quella sera ma, quando Cat viene a sapere della festa a sorpresa, torna da Vincent per chiedergli di posticipare il loro appuntamento a dopo la festa.
Il ragazzo, dopo aver riflettuto per via di un discorso fattogli da J.T., la tratta molto freddamente dicendole che deve vivere la sua vita e non passare del tempo con lui nascosta mentendo ai suoi cari.
Cat si reca alla sua festa fingendosi sorpresa, ripensando alle parole del ragazzo; tutto procede per il verso giusto e ciascun invitato si reca in un box per fare delle foto istantanee; al loro turno Evan ne approfitta per baciare Cat e, contemporaneamente, sulle scale antincendio arriva Vincent che vedendo il bacio tra i due lascia il suo regalo di compleanno sul davanzale e fugge.
Triste il ragazzo torna al suo appartamento, dove confida all'amico di avere visto il bacio tra i due, non appena si alza Vincent sembra avere un malessere ma dice a J.T. di stare bene.
Appena terminata la festa Cat raggiunge subito Vincent, e gli fa capire che a lei interessa solo lui, così lo invita a cena per l'indomani sera; il ragazzo si prepara per l'appuntamento con la detective e, sulla strada dell'appartamento della donna, si ferma ad un chiosco per prenderle dei fiori ma viene colto dallo stesso malessere avuto in precedenza così non si presenta alla cena ma si risveglierà sulla cima del ponte di Brooklyn.
- Guest star: Nicole Anderson (Heather Chandler), Kelly Overton (Claire Sinclair), Jeremy Glazer (Michael Walters), Mike Dopud (James Mason)
- Ascolti USA: telespettatori 1 840 000 – share 2%[8]
- Ascolti Italia: telespettatori 1 351 000 – share 5,01%[7]

## Ritratto d'amore
- Titolo originale: Worth
- Diretto da: Kevin Fair
- Scritto da: Allison Moore

### Trama
La mattina seguente il suo vuoto di memoria, Vincent è preso dalle analisi delle sue condizioni di salute quando è interrotto dall'arrivo di Cat; la ragazza rimane confusa dallo strano comportamento di Vincent che non le dice del suo black out ma semplicemente di non aver fatto in tempo ad avvisarla, Cat inoltre affronta il discorso riguardo alla sua festa di compleanno poiché, si rende conto che il ragazzo ha visto il bacio tra lei ed Evan.
Non appena Cat cerca di giustificare quanto accaduto, Vincent la interrompe dicendole che non deve dargli delle spiegazioni, ammettendo così di aver visto il bacio, ed aggiungendo che può baciare chiunque poiché non sono una coppia.
In centrale si presenta il padre di Cat, per ricordarle di non mancare alla prova dell'abito, per il suo matrimonio, che dovrà fare insieme alla sua fidanzata Brooke; il padre di Cat aggiunge inoltre la invita a cena per la sera stessa dicendole di portare come suo accompagnatore Evan che accetta di buon grado l'invito.
Cat mentre cerca di chiarire la situazione con il medico legale riguardo al loro bacio, è interrotta da Tess che li avvisa di un nuovo omicidio su cui devono indagare; il team si reca in una galleria d'arte dove è stato assassinato un artista di nome Nicholas Varkas, interrogando una donna di nome Lauren, che fa le veci del proprietario della galleria, le detective apprendono che quella stessa sera si terrà l'inaugurazione della galleria con i dipinti del defunto.
Interrogando la madre della vittima si scopre che Nicholas era innamorato di una ragazza che lo aveva lasciato un paio di settimane prima aggiungendo inoltre che il figlio aveva avuto un litigio telefonico con qualcuno riguardo al prezzo dei suoi quadri.
Nel frattempo Vincent e J.T. discutono, nel loro appartamento, dell'amnesia del ragazzo; J.T. dice a Vincent che quanto accaduto potrebbe essere una sorta di effetto collaterale alla gelosia provata nel vedere il bacio di Cat con Evan, l'amico così gli suggerisce di dire alla ragazza ciò che prova per lei.
Cat e Tess, alla prova vestito insieme a Brooke, scoprono che la ragazza non è poi così terribile come credevano fosse; proprio mentre Cat comincia ad avere dei ripensamenti su di lei scopre, seguendola per restituirle gli occhiali lasciati nel negozio, che la donna si vede con un altro uomo che la bacia a pochi metri di distanza dalle due detective che osservano la scena.
Cat investiga sul passato di Brooke e scopre che la donna è attualmente sposata con l'uomo visto poco prima, tenendo all'oscuro il padre della cosa; tornando ad investigare sull'omicidio Cat e Tess scoprono che i quadri di Nicholas erano venduti ad un costo eccessivo solamente nella galleria in cui è stato ucciso.
Interrogando Marco, proprietario della galleria, si giunge alla possibilità di riciclaggio di denaro sporco; le due detective decidono di recarsi all'inaugurazione per vedere come stanno le cose in realtà.
Cat comunica al padre la scoperta su Brooke; con sua grande sorpresa il padre è però a conoscenza di tutto e le ha taciuto la verità poiché, pur essendo Brooke in procinto di divorzio, lei avrebbe pensato che i sentimenti della donna fossero comunque falsi.
Cat mentre finisce di prepararsi per l'inaugurazione è sorpresa dall'arrivo di Vincent che si è intrufolato in casa sua per parlarle; la ragazza però lo interrompe dicendogli che ha mal interpretato il loro rapporto pensando che tra loro ci fosse qualcosa di profondo dovuto al "destino" che li ha uniti anni prima ma che in realtà lei non è stata l'unica ad essere salvata da Vincent.
All'arrivo di Evan, Vincent lascia l'appartamento rimanendo però sulle scale anti incendio ad osservare i due che escono; all'inaugurazione si scopre che la galleria è in realtà una copertura per un giro di prostituzione e che i costi eccessivi dei dipinti sono dovuti al "valore" delle escort.
Nel frattempo alla galleria d'arte Cat parla con una delle escort, Daphne, riguardo a Nicholas; la detective la informa di come il pittore stesse con una di loro e che volesse trasferirsi con questa ragazza in un nuovo appartamento.
Cat è sorpresa dall'arrivo di Vincent alla galleria che la porta nell'appartamento del pittore; mostrandole alcuni ritratti del ragazzo le dice che attraverso di questi si capisce di come fosse innamorato della ragazza che lo ha lasciato poco prima della sua morte.
Paragonando la situazione di Nicholas con la misteriosa ragazza Vincent le fa capire che, come lui, la ragazza ha lasciato il pittore non perché non lo amasse ma perché non si sentiva alla sua altezza a causa di ciò che faceva per vivere.
Cat intuisce che la misteriosa ragazza di Nicholas è Daphne; lei e Tess si recano all'appartamento di Lauren dove trovano la donna sotto minaccia di Daphne. Cat riesce a convincere la ragazza a non sparare dicendole che Lauren ha ucciso Nicholas perché il ragazzo voleva pagare il costo della sua libertà e che era realmente innamorato di lei.
Il caso è risolto, Lauren viene arrestata e, tornati in centrale, Cat declina un altro appuntamento di Evan che però le dice che non demorderà; Cat si reca da Brooke e si scusa per averla mal giudicata.
Poco dopo Cat si reca da Vincent e gli dice di essere dispiaciuta per l'accaduto e che attualmente lui è la cosa migliore nella sua vita; Vincent dice alla detective di non sapere come comportarsi con lei poiché il ragazzo che era prima della sua "trasformazione" avrebbe agito differentemente ma che adesso tutto gli sembra impossibile. Cat rassicura Vincent dicendogli che proprio ciò che è ora lo rende tanto importante al punto tale che vale la pena provare; la ragazza lo accarezza e mentre si sta congedando Vincent chiude gli occhi per riaprirli in un vicolo, di notte, coperto di sangue.
- Guest star: Mariah Buzolin (Daphne), Rachel Skarsten (Brooke Chandler), Theresa Joy (Lauren Harris), Rob Stewart (Signor Chandler), Stephan Dubeau (Marco)
- Ascolti USA: telespettatori 1 560 000 – share 1%[9]
- Ascolti Italia: telespettatori 1 485 000 – share 5,62%[10]

## Fuori controllo
- Titolo originale: Out of Control
- Diretto da: Rick Bota
- Scritto da: Brian Peterson e Kelly Souders

### Trama
Cat prepara i bagagli per un fine settimana di campeggio organizzato con Vincent, si reca successivamente sul luogo di un nuovo delitto avvenuto in un campus; un ragazzo, Derek Moore, trovato da una coppia di ragazzi, la cui ora del decesso è circoscritta da Evan tra mezzanotte e l'una. Tess invita Cat ad accompagnarla alla festa di presentazione del calendario dei pompieri, che si terrà quella stessa sera; inizialmente Cat declina, dopo però decide di accompagnare l'amica.
Nel frattempo Vincent è rientrato nel suo appartamento e racconta a J.T. del suo nuovo episodio di amnesia, l'amico comincia a monitorare le azioni cerebrali del ragazzo; J.T. consiglia all'amico di tacere e non raccontare nulla di queste sue amnesie a Cat.
Proprio mentre Vincent sente l'arrivo di Cat ha un nuovo episodio di black out; durante questo Vincent diventa violento e si scaglia contro l'amico che, per difendersi, lo colpisce con un dardo contenente tranquillante.
J.T. apre la porta a Catherine, nascondendo il corpo dell'amico privo di sensi; il ragazzo parlando con la detective viene a conoscenza del brutale omicidio avvenuto la notte precedente nel campus il cui orario del decesso coincide proprio con l'episodio di amnesia di Vincent.
Tornata in centrale Cat conosce il nuovo tirocinante, Peter Hollingsworth, laureando in criminologia che affianca Evan; il medico legale mostra alla detective il corpo del defunto e il segno di una spunta inciso sulla pelle, questo segno richiama la loro attenzione su un altro omicidio avvenuto nel passato, loro cominciano a credere che l'omicidio di Derek possa essere avvenuto in seguito ad un'iniziazione visto che il ragazzo apparteneva ad una confraternita.
Non appena Vincent riprende conoscenza J.T. lo informa delle sue azioni e di come durante questi suoi black out il suo lobo frontale sia represso e quindi non riesca a controllare le sue emozioni ed i sentimenti, lo informa inoltre della visita di Catherine e del nuovo omicidio su cui sta investigando e che, viste le ferite riportate sul corpo e l'ora del decesso, potrebbe esserne lui il responsabile.
Continuando con le investigazioni, Tess e Cat interrogano uno dei ragazzi che, per la pressione, ha abbandonato la confraternita; il giovane riferisce alle detective di come Derek fosse sadico e fa ascoltare loro un suo messaggio lasciatogli nella segreteria.
Cat e Tess, grazie alla testimonianza di questo ragazzo, vengono a conoscenza del luogo in cui svolgono le iniziazioni ed una volta sul posto scoprono che si tratta proprio del luogo dov'è avvenuto l'omicidio dello stesso Derek; sul luogo si presenta anche Vincent che, informa la ragazza delle sue amnesie.
Cat, Vincent e J.T. svolgono delle analisi sui campioni di sangue del ragazzo ucciso per vedere se corrispondono al sangue sui vestiti di Vincent; una volta accertato che questi non siano differenti, Vincent è scagionato dall'omicidio di Derek ma, devono capire a chi appartiene comunque il sangue sui vestiti.
Nel frattempo, attraverso la foto di un vecchio caso di omicidio, Evan capisce che l'assassino che stanno cercando è lo stesso; recatosi sul luogo dell'omicidio mentre parla al cellulare con Cat viene colpito alle spalle e rapito.
Tutta la centrale si mobilita per trovare Evan e si rendono conto che, il suo nuovo tirocinante Peter, fa parte della stessa università di Derek ed aveva accesso, nei mesi risalenti il primo omicidio con il segno della spunta, all'obitorio del campus dove ha prelevato il primo corpo per far pratica per i futuri omicidi che era intenzionato a commettere.
Perlustrando l'abitazione di Peter, Tess e Cat capiscono di trovarsi alle prese con un emulatore; il ragazzo è intenzionato a riproporre una serie di vecchi omicidi avvenuti negli ultimi tempi a New York ed attraverso vecchi ritagli di giornali intuiscono che il prossimo omicidio che il ragazzo vuole emulare sarà quello avvenuto nella metropolitana per mano di Vincent avvenuto per difendere Cat.
Cat si reca da Vincent per chiedergli aiuto, dopo averlo convinto si reca con lui a cercare Evan nei tunnel della metro; proprio mentre i due parlano Vincent ha nuovamente un black out ma Cat, vedendo che non è intenzionato a farle del male, non gli spara con il tranquillante.
Vincent, ancora in fase "black out", sente le urla di Evan e sopraggiunge uccidendo Peter, il tutto avviene senza che Evan possa vedere; Cat sopraggiunge, caccia Vincent e libera il collega.
In centrale Evan è sotto shock e riferisce che, quanto da lui sentito, corrisponde a quanto sosteneva Cat ai tempi dell'omicidio di sua madre, ossia vi era la presenza di una sorta di bestia che lacerava il corpo dello studente; Cat depista il collega dicendogli che in una situazione di shock la mente è deviata dall'immaginazione.
Recatasi da Vincent, Cat parla con J.T. riguardo alle condizioni del ragazzo; J.T. la accusa, per non averlo stordito con il tranquillante, di aver pensato solamente al benessere di Evan e che pur di ritrovarlo ha fatto pagare un pezzo troppo grande a Vincent che, distrutto per quello ciò che è durante le amnesie, ha deciso di rinchiudersi in una gabbia.
Cat in disaccordo con i due vuole far uscire Vincent dalla gabbia dicendogli che troveranno una soluzione ma, entrambi, la informano di aver capito che la causa dei black out di Vincent sono collegati alla stessa Catherine.
- Guest star: Ben Lewis (Peter Hollingsworth), Jake Manley (Derek Moore)
- Ascolti USA: telespettatori 1 520 000 – share 1%[11]
- Ascolti Italia: telespettatori 1 372 000 – share 5,33%[10]

## In trappola
- Titolo originale: Trapped
- Diretto da: Paul Fox
- Scritto da: Emily Silver

### Trama
Jake Riley un cantante teen-ager molto popolare, subisce un attentato alla sua vita; il ragazzo, portato nella centrale in cui lavorano Cat e Tess dovrà essere scortato fin quando non si trova il cecchino responsabile.
Mentre Tess fa da "baby sitter" al giovane, Cat è alle prese con i black out di Vincent; il ragazzo inizialmente non vuole che lei si avvicini a lui per non correre il rischio di farle del male, successivamente però decide di coinvolgerla poiché comincia ad avere dei ricordi riguardanti il suo periodo in Afghanistan che, comprendono anche la sua defunta madre, collaboratrice nel progetto Muirfield.
Tramite questi ricordi, stimolati da alcune iniezioni somministrate da J.T. il ragazzo apprende che già dall'inizio del progetto c'erano questi problemi di amnesia, con conseguenti comportamenti violenti, in tutti i soggetti; il ragazzo ricorda anche che la mamma di Cat stava lavorando ad una cura affinché questi black-out terminassero.
Avendo appreso da Vincent della possibilità di una cura, Cat rovista tra i quaderni di sua madre, conservati in degli scatoloni a casa di suo padre dove trova un'agendina con la cura.
Per prepararla però J.T. ha bisogno di alcune attrezzature reperibili nel reparto forense del dipartimento di polizia; con una scusa Cat convince Evan a lasciare il suo reparto in modo che J.T. possa lavorare alla cura per un paio d'ore.
Prima di andare via però J.T. incrocia Tess che lo scambia per un tirocinante di Evan; nel frattempo vari indizi fanno ricadere i sospetti sul manager di Jake, Chris.
Le due detective scoprono che il manager vuole uccidere Jake perché sta segretamente scrivendo un libro sulla celebrità del ragazzo che sarà, ovviamente, un maggior successo in caso di morte del teen-ager; Tess e Cat tendono così una trappola al manager e lo incastrano.
Nel frattempo J.T. porta la cura da Vincent che, stanco di dover ancora aspettare, non vuole testare la cura su una cavia e se la inietta direttamente.
Tess e Jake si salutano; il ragazzo affezionato alla detective, per ringraziarla, le regala un impianto stereo per la sua macchina di servizio; tramite Tess, Evan scopre che durante la sua assenza qualcuno è stato nel suo laboratorio.
Cat si reca al cimitero dalla madre dove le dice di volerle bene e, la perdona per aver fatto parte di un simile progetto; ad aspettare Cat, in lontananza, c'è Vincent che le dice di non colpevolizzarsi per quanto fatto da sua madre che, tuttavia, credeva di partecipare ad un giusto progetto.
Il ragazzo le dice che insieme affronteranno le cose e si lasceranno il passato alle spalle per un nuovo inizio.
- Guest star: Max Schneider (Jake Riley), Hal Ozsan (Chris Miller), Bianca Lawson (Lafferty), Rob Stewart (Signor Chandler), Khaira Ledeyo (Vanessa Chandler)
- Ascolti USA: telespettatori 1 410 000 – share 1%[12]
- Ascolti Italia: telespettatori 1 429 000 – share 5,99%[13]

## Il primo ballo
- Titolo originale: Bridesmaid Up!
- Diretto da: Mairzee Almas
- Scritto da: Sherri Cooper e Jennifer Levin

### Trama
È arrivato il momento per Cat di mettere da parte il suo lavoro per il tanto atteso matrimonio di suo padre; Vincent, frattanto, è decisamente sollevato di non avere più i blackout di furia animale, risolti da J.T., che si è intrufolato nel laboratorio della polizia. Eppure, il brillante medico legale, Evan non lascia cadere la faccenda; ha trovato infatti una provetta rotta e, poiché la partner di Cat gli aveva accennato a un nuovo inesistente stagista, continua ad investigare e, grazie alle riprese delle telecamere e alla testimonianza di Tess, riesce ad ottenere un ritratto abbastanza somigliante di J.T. La situazione si fa pericolosa, ma tutto questo non arriva all'attenzione di Cat, occupata a scegliere le scarpe per la cerimonia e a fronteggiare il fatto che sua sorella ha invitato, come suo accompagnatore al matrimonio, proprio Evan. Nel frattempo Vincent, decisamente ottimista sulle sue condizioni ritiene che con la cura siano spariti anche i suoi "cambiamenti di umore" che lo portano a diventare una sorta di "bestia"; segnala inoltre a Cat un possibile caso che conduce a Sabrina Meyer la quale gestisce un'agenzia per single. Cat decide di recarsi, in incognito, approfittando del fatto di avere davvero bisogno di un partner che l'accompagni al matrimonio; compilando un modulo per l'agenzia riguardo al suo "partner ideale" si intuisce che Cat si riferisce a Vincent; la ragazza difatti più volte manifesta il desiderio di essere accompagnata proprio da lui al matrimonio del padre. Lo stesso Vincent vorrebbe accompagnarla e, alla fine, troverà la maniera di farlo incentivato dalla pratica che Cat ha compilato per l'agenzia d'incontri. Cat inventa, davanti alle pressanti aspettative delle amiche, un ipotetico ragazzo, dal nome di Vincent Zalansky, disperata davanti alla prospettiva di rimanere al tavolo dei singles.
Al matrimonio Cat aspetta J.T. che, come da accordo, aveva accettato di impersonare il fittizio Zalansky, sarà però sorpresa di vedere Vincent; i due ballano un lento fin quando la musica s'interrompe e Cat, che ormai ha rivelato la sua piccola bugia alle amiche, porta fuori Vincent. Proprio mentre rientra per prendere qualcosa da mangiare a Vincent, che l'aspetta in giardino, viene a conoscenza delle ricerche che sta svolgendo Evan sul DNA di Vincent scoprendo che, purtroppo, questo sta mutando ulteriormente, trasformandosi sempre più nel lato animale.
Una volta tornata da Vincent, il ragazzo, dal battito accelerato del cuore della ragazza, capisce che c'è qualcosa che non va; Cat rivela ciò che ha appena appreso e gli fa capire che la loro frequentazione è rischiosa, Vincent dopo le sue parole va via.
Nel momento del discorso Cat si ispira all'amore di suo padre e della sua nuova moglie che, nonostante le numerose difficoltà, hanno coronato il loro sogno d'amore; capisce, allo stesso tempo, di aver sbagliato con Vincent e che deve essere disposta a correre qualche rischio pur di non perderlo.
Decisa a raggiungere Vincent, Cat prende la macchina di Heather e lascia il ricevimento.
Dopo averlo ripetutamente chiamato al cellulare, senza ottenere alcuna risposta, Cat è tamponata da un'auto e successivamente la sua auto sarà dirottata fuori strada; alla guida del veicolo che ha causato l'incidente c'è Sabrina Meyer, proprietaria dell'agenzia di incontri; la donna furiosa perché la detective ha arrestato il marito tenta di spararle ma, prontamente, Cat la uccide sparandole.
Rimasta priva di sensi nell'auto Cat è liberata da Vincent che, proprio mentre la prende, è sorpreso dall'arrivo dell'auto di Evan che riconoscendo il veicolo si avvicina ad esso; Vincent con Cat tra le braccia rimane indeciso sul da farsi.
- Guest star: Nicole Anderson (Heather Chandler), Rachel Skarsten (Brooke Chandler), Rob Stewart (Signor Chandler), Rena Sofer (Sabrina Meyer), Nicole Steinwedell (Paige), Landy Cannon (Drake Meyer)
- Ascolti USA: telespettatori 1 590 000 – share 1%[14]
- Ascolti Italia: telespettatori 1 530 000 – share 6,6%[13]

## Vedere rosso
- Titolo originale: Seeing Red
- Diretto da: Rick Bota
- Scritto da: Roger Grant

### Trama
Vedendo Evan avvicinarsi, Vincent lascia sul ciglio della strada Catherine priva di sensi; grazie al pronto intervento del medico legale, Cat riesce a sopravvivere all'incidente e viene ricoverata in ospedale.
Dopo aver ripreso conoscenza, Cat riceve la visita di Vincent che, vestito da medico, è riuscito ad intrufolarsi senza farsi notare; il ragazzo la informa di averla solamente estratta dall'auto e che Evan ha il merito di averla salvata ma che lo ha visto sulla scena dell'incidente. Andando via Vincent viene notato dall'infermeria di Cat che, riconoscendolo, lo chiama per nome; Evan nel frattempo mente a Cat dicendole di non aver visto nulla di strano sul luogo incidentato.
L'infermiera di Cat, Alex, le confida di aver visto Vincent, un suo amico che credeva deceduto; poco dopo essere stato informato del fatto, Vincent decide di incontrare l'infermiera a cui spiega il motivo per cui ha finto di essere morto.
Cat investiga sul conto di Alex e scopre che la ragazza ha denunciato diverse volte alla polizia di essere seguita da qualcuno, andando a fondo alla questione, Cat scopre che il ragazzo che importuna Alex è un delinquente che è stato assistito dall'infermiera durante un suo ricovero in ospedale; Cat, Alex e Vincent tendono così una trappola al ragazzo che, innamorato di Alex e credendola in fuga, la rapisce durante un suo turno. Grazie all'intervento di Vincent, che ha inoltre sviluppato la capacità di vedere al buio, Alex è salva.
Cat vedendo, dopo il salvataggio, Alex e Vincent baciarsi e dopo aver letto alcune vecchie lettere conservate da Alex in cui apprende che i due erano in procinto di sposarsi chiede a Vincent di fare chiarezza sui suoi sentimenti verso la ragazza.
Evan, nel frattempo, si reca all'università da J.T. e gli chiede di collaborare con lui nel progetto sul DNA mutato.
- Guest star: Nicole Anderson (Heather Chandler), Bridget Regan (Alex)
- Ascolti USA: telespettatori 1 790 000 – share 2%[15]
- Ascolti Italia: telespettatori 1 582 000 – share 6,12% [13]

## Sul ghiaccio
- Titolo originale: On Thin Ice
- Diretto da: Mike Rohl
- Scritto da: Blair Singer

### Trama
Mentre Catherine è intenta a fare fisioterapia, dalla finestra entra Vincent e, con il suo aiuto, continua gli esercizi. Sono interrotti però da una telefonata di Alex. Poco dopo Vincent si reca a casa di quest'ultima, dicendo che le deve parlare: mentre sta guardando una loro vecchia foto, Alex si spoglia davanti a lui. Cat in fase di riabilitazione a causa del suo incidente, deve sostenere alcune sedute di terapia prima di poter tornare un agente operativo; la detective utilizza questi incontri soprattutto per sfogarsi a causa della situazione con Vincent che, continua a vedere Alex per capire se è ancora innamorato della sua ex ragazza.
In una delle sue visite all'ospedale, Cat coglie accidentalmente Alex entrare nel deposito ospedaliero e rubare attrezzature e medicinali; dopo aver rivelato quanto scoperto a Vincent, e che c'è un'indagine aperta per questi furti, la donna gli dice di stare attento perché frequentandola la sua identità potrebbe essere a rischio.
Nel frattempo Tess e il resto della omicidi stanno indagando sul caso di una donna che, facendo paracadutismo, è deceduta a causa della mancata apertura di entrambi i paracadute; dalle analisi effettuate da Evan l'assassino è mancino.
Alex chiede a Vincent se vuole ricominciare da capo dove erano rimasti anni fa, ma lui afferma che molte cose sono cambiate, a partire da lei che ruba medicinali dall'ospedale. Alex a questo punto, per fargli capire il motivo, porta il ragazzo nel retro di un negozio, luogo adibito a “pronto soccorso” per le persone che non hanno alcuna assicurazione sanitaria e che non possono quindi permettersi cure adeguate: Vincent aiutando queste persone ritrova la sua passione per la medicina e vedendo la sua felicità Alex gli propone di fuggire per tornare ad una vita normale.
Nel frattempo Evan e J.T. analizzano il cadavere dell'uomo che aggredì Cat in un vincolo per vedere se c'è un riscontro con il DNA mutato; Vincent e Alex vanno a pattinare sul ghiaccio irrompendo di sera nella struttura, vengono però scoperti dalla polizia che vorrà i loro documenti.
Solo l'intervento di Cat permette a Vincent di non essere scoperto, la detective però si arrabbia con lui dicendogli di scegliere meglio chi frequentare perché lei non può mettere a rischio la sua carriera.
Evan, per qualche secondo, ottiene un riscontro positivo sul campione prelevato che improvvisamente risulta danneggiato per cause ignote. Si scopre che Claire lavora per la Muirfield e durante un incontro con Evan, nel laboratorio, ha corrotto i campioni affinché non si avvicinasse all'identità di Vincent; la ragazza lo sta "usando" per tenere la situazione sotto controllo. La Murfield vuole infatti arrivare a Vincent prima che lo faccia Evan.
Il caso di omicidio si risolve, la colpevole è il direttore finanziario dell'azienda del marito della vittima, che gelosa ed innamorata ha ucciso la moglie del suo capo; in serata Cat si reca dal suo terapista, David, ed ammette finalmente di amare Vincent. Successivamente si reca a casa del ragazzo e gli dice che non vuole arrendersi riguardo a loro due, sebbene sappia che non possa competere con la vita che aveva con Alex. Vincent però ammette che vorrebbe andare via con Alex, da qualche parte dove possa essere libero. Catherine puntualizza però che lui non ha svelato ancora il suo segreto alla ragazza.
- Guest star: Bridget Regan (Alex), Kelly Overton (Claire Sinclair), Brendan Hines (David), William deVry (Dott. Soreson), Gage Munroe (Milo)
- Ascolti USA: telespettatori 1 720 000 – share 2%[16]
- Ascolti Italia: telespettatori 1 475 000 – share 5,99% [13]

## Un taglio netto
- Titolo originale: Cold Turkey
- Diretto da: Fred Gerber
- Scritto da: Allison Moore

### Trama
Catherine, Tess e Heather passano una serata al karaoke e, discutendo dei loro problemi sentimentali, Cat afferma di volersi disintossicare da Vincent. Una volta rientrata a casa, riceve la visita di Alex, che essendo convinta che la detective sia la sorvegliante di Vincent, le chiede il permesso di portare il ragazzo in una baita per il week-end. Imbarazzata, Catherine le risponde che dovrebbe chiedere a lui questo genere di cose. La mattina dopo, mentre la detective fa jogging, viene avvicinata da Vincent: i due parlano del week-end fuori città con Alex, ma non ne viene fuori niente di buono. Nel frattempo la Narcotici ottiene vari mandati per perquisire gli appartamenti di infermiere che rubano medicinali dal New York General e Cat decide di partire perquisendo quello di Alex: chiama J.T. dicendogli che bisogna far sparire tutte le impronte di Vincent dall'appartamento della ragazza, ma il ragazzo è impegnato, poiché Evan sta per presentare la loro ricerca sul DNA incrociato all'Associazione Nazionale di Genetica: tocca quindi a Cat andare a “ripulire” l'appartamento dalle impronte di Vincent. Durante la perquisizione la ragazza trova una cimice dietro a un soprammobile e, preoccupata, corre a dirlo a J.T. Contro voglia, capisce di dover raggiungerli in montagna per proteggerli dalla Muirfield; nel frattempo Vincent e Alex arrivano alla baita e il ragazzo prova a parlare ad Alex del suo segreto, ma si blocca sempre. Durante la cena, Vincent sente qualcuno avvicinarsi alla casa e aprendo la porta si trova davanti un ragazzo che afferma che il suo furgone si è fermato lunga la strada e che quindi ha bisogno d'aiuto; Vincent però si accorge che sta sudando e che sta mentendo, decide di lasciare Alex al sicuro, in casa, e di accompagnare da solo il ragazzo. J.T. va a far visita ad Evan dicendogli che ha una cimice nel suo laboratorio, in quanto, un'organizzazione segreta è ossessionata dalla creatura che loro stanno studiando, ossia Vincent, ed essa impedirà a chiunque di scoprire troppe cose sul suo conto, per questo motivo gli consiglia di abbandonare le ricerche e rinunciare alla presentazione. Evan, sulle prime, non crede a ciò e non vuole abbandonare i suoi studi ma, quando J.T. lo ricatta dicendogli che conosce il motivo per cui ha lasciato l'Inghilterra (una ragazza morta sul suo tavolo operatorio), Evan si convince ad annullare la presentazione, oltretutto perché ha scoperto la cimice di cui parlava e che il DNA rilevato su di essa è coperto da segreto. Cat arriva alla baita e trova solamente Alex che gli dice che Vincent è andato via con un ragazzo; molto preoccupata le dà una pistola per proteggersi e corre a cercarlo. Vincent intanto ha scoperto dal ragazzo che qualcuno lo aveva pagato per condurlo al furgone; il ragazzo e la detective s'incontrano nel bosco e Vincent rinfaccia a Cat che ultimamente lei vede in lui solo il "problema della trasformazione", lei però gli risponde che l'ha sempre visto come una persona e non come una bestia. Vengono successivamente attaccati da tre uomini della Muirfield e Vincent, trasformandosi, riesce ad ucciderli. Nascosta dietro a un tronco Alex che ha assistito a tutta la scena; quando Vincent prova a spiegarle qualcosa, lei gli punta la pistola contro e solo grazie all'intervento di Cat la abbassa. La ragazza dice a Vincent che non può più scappare con lui, non dopo averlo visto mentre uccideva quegli uomini; mentre Catherine sta per uscire con Heather per andare a confortare Tess, alla finestra bussa Vincent che le vuole chiedere scusa per il suo comportamento e ringraziarla per tutto quello che ha fatto per lui. La ragazza si mostra fredda con lui, dicendole che non può essere la sua seconda scelta solo perché Alex l'ha rifiutato. Vincent le dice però che non si è mai trattato di essere felice con Alex, ma di aspirare a un futuro migliore dove lui poteva essere libero e si rende conto che il suo futuro è proprio con Catherine, e farà qualsiasi cosa per farlo funzionare dicendole inoltre che non andrà da nessuna parte.
- Guest star: Nicole Anderson (Heather Chandler), Bridget Regan (Alex)
- Ascolti USA: telespettatori 1 480 000 – share 1%[17]
- Ascolti Italia: telespettatori 1 535 000 – share 6,76% [13]

## Doppio inganno
- Titolo originale: Trust No One
- Diretto da: Bobby Roth
- Scritto da: Brian Peterson e Kelly Souders

### Trama
Alex protetta da Cat, deve stare attenta a tutti i suoi movimenti e non deve parlare con nessuno riguardo alla questione della Muirfield e Vincent; nel frattempo è San Valentino e Vincent cerca di farsi perdonare e recuperare la fiducia di Catherine, la donna però non sembra interessata per il momento a dimenticare il suo momentaneo ritorno di fiamma per la sua ex.
Alex, determinata a salvare Vincent, ingenuamente si incontra con un suo amico giornalista cui racconta tutto quello di cui è a conoscenza.
Nel frattempo la relazione segreta tra Tess e Joe prosegue e la donna è ormai stufa della situazione poiché l'uomo è sposato e pur essendo il matrimonio, a suo dire, finito da anni deve proteggere il figlio e trovare il momento giusto per lasciare la moglie; anche Heather momentaneamente assunta in centrale per organizzare un evento, conosce Darius, fratello di Joe, con cui nasce subito una sintonia e l'uomo la invita a cena.
Un nuovo caso di omicidio arriva in centrale, si tratta proprio dell'amico giornalista di Alex cui è stato inscenato un suicidio ma da alcuni dettagli la polizia capisce la natura del crimine, prontamente Cat trova nel cellulare dell'uomo alcune chiamate di Alex che cancella; Claire sempre più sfuggente fa nascere dei sospetti in Evan, la donna si incontra con l'uomo della Muirfield che le dice di occuparsi personalmente di Alex.
Cat informa Vincent di ciò che ha fatto Alex e dell'omicidio del suo amico, la detective gli dice di non cercarla e di rimanere nascosto al sicuro; nel frattempo il corteggiamento del ragazzo va avanti e dopo aver comprato delle rose per Cat, le dedica una canzone ballata da alcune persone in strada con dei palloncini a cuore con il suo nome.
Alex è avvicinata da Claire che, mentendole, le dice di voler aiutare Vincent a tornare normale; la donna convinta, chiama Vincent dicendogli di essere in pericolo, il ragazzo corre nel suo motel e viene anestetizzato con dei tranquillanti.
Cat avvisata da J.T. si presenta nello stesso motel e riesce ad intervenire prima dell'arrivo di Claire; la donna però al suo arrivo non crede alla storia raccontatale da Alex e mentre sta per ucciderla viene interrotta da Vincent che trasformato, salva Alex.
Visto che deve lasciare la città, Alex e Vincent si dicono addio; Cat fornisce alla ragazza dei nuovi documenti le due parlano di Vincent e la donna le dice che l'uomo è sempre stato innamorato di lei.
Mentre distrugge le ultime prove che conducono a Vincent, Cat viene colta da Tess che non avendo spiegazioni dall'amica le dice che il giorno seguente farà richiesta di cambio partner; Evan scopre Claire nel suo laboratorio e dopo aver saputo tutto dalla donna capisce che, dopo la loro conversazione, non ha altra scelta che collaborare con la Muirfield e catturare Vincent.
Alex, sovra pensiero dimentica di cambiare autobus e dietro di lei si siede il dottore della Muirfield; Vincent si presenta a casa di Cat per chiarire la situazione tra loro una volta per tutte e proprio mentre i due stanno per baciarsi vengono interrotti da Heather sorpresa per la presenza di Vincent.
- Guest star: Nicole Anderson (Heather Chandler), William deVry (Dott. Sorenson), Bridget Regan (Alex), Kelly Overton (Claire Sinclair), Andrew Kraulis (Arlin), Christian Keyes (Darius)
- Ascolti USA: telespettatori 1 400 000 – share 1%[18]
- Ascolti Italia: telespettatori 1 439 000 – share 6,63% [13]

## Un amore difficile
- Titolo originale: Tough Love
- Diretto da: Bradley Walsh
- Scritto da: Don Whitehead e Holly Henderson

### Trama
Heather ha scoperto Catherine e Vincent, che ha riconosciuto dopo averlo intravisto al matrimonio del padre, e decide di programmare una cena a tre; per placare la curiosità della ragazza e non insospettirla, i due accettano.
Nel frattempo Evan viene avvicinato dal dottor Sorenson, che lo invita a lavorare con la Muirfield e gli lascia il suo numero, dandogli tempo per decidere. 
La cena organizzata da Heather, a cui partecipa anche Darius, si rivela piuttosto infelice. Il peggio avviene dopo che Heather rivela che, fra le foto del matrimonio del padre, ce n'è anche una che ritrae Vincent; lui tenta di intrufolarsi di soppiatto in camera della ragazza per recuperarla, ma è proprio lei a scoprirlo. Subito dopo, Heather ammette di non fidarsi affatto di lui e Vincent se ne va, con la scusa di avere dei problemi sul lavoro.
Il giorno successivo, con l'aiuto di Tess, Heather parla con Cat e le comunica di aver fatto delle ricerche su Vincent, il cui nome non compare in alcun registro legale; la collega e la sorella, che temono per Cat, le danno allora un ultimatum che comporta una scelta tra Vincent e loro.
Vincent avvisa Cat che Heather ha postato sul web la loro foto; J.T. è riuscito a rimuoverla, ma la Muirfield potrebbe comunque rintracciare il computer della sorella. Inoltre, la ragazza possiede ancora una copia digitale della foto, che deve essere eliminata. Ad una festa in onore di Joe, Cat ne parla con Heather, spiegandole che Vincent non può comparire, per motivi di sicurezza, in nessuna foto; le due sorelle litigano violentemente, ma Heather dà a Cat la copia digitale della foto, per poi andarsene con Darius, non vista.
Temendo che la scomparsa di Heather abbia a che fare con la Muirfield, Cat ricorre alle telecamere di sicurezza del quartiere e scopre che la sorella e Darius sono stati seguiti da un'auto; dopo averla rintracciata grazie al suo cellulare, Cat si chiarisce con Heather e finge di lasciarsi con Vincent. Durante il loro finto litigio, però, il giovane le dice che non dovrebbero frequentarsi realmente visto le bugie e i problemi che ciò comporta.
Darius, nel frattempo, viene raggiunto da alcuni strozzini di cui è debitore e viene malmenato dagli stessi; intervenendo in sua difesa, anche Heather viene presa e portata nel vicolo del locale, dove perde i sensi dopo essere stata colpita.
Proprio mentre Darius viene obbligato a sparare ad Heather interviene Vincent, che salva la ragazza ma uccide accidentalmente il giovane. Vincent si reca da Cat e, devastato, le annuncia il fatto; Evan, dopo aver analizzato il corpo, rivela a Cat di essere a conoscenza dell'esistenza della "bestia" che sta uccidendo diverse persone in città. Poiché Cat continua a negare tutto, decide di recarsi dal dottor Soreson e collaborare con la Muirfield.
Preoccupato per l'accaduto e consapevole che Joe, fratello di Darius, da ora in poi utilizzerà tutto il suo potere per trovarlo, Vincent si reca da Cat per dirle che dovrà andare via e che la storia tra loro non può continuare. Cat però rifiuta la proposta e gli dichiara chiaramente i suoi sentimenti, che Vincent corrisponde pienamente. L'episodio si chiude con un loro bacio appassionato.
- Guest star: Nicole Anderson (Heather Chandler), William deVry (Dott. Sorenson), Christian Keyes (Darius), Kearran Giovanni (Miranda Bishop)
- Ascolti USA: telespettatori 1 520 000 – share 1%[19]
- Ascolti Italia: telespettatori 1 495 000 – share 6,63% [13]

## Ad ogni costo
- Titolo originale: Any Means Possible
- Diretto da: Steve Adelson
- Scritto da: Roger Grant

### Trama
Cat non comprende come mai Vincent, dopo il bacio scambiatosi, prende le distanze da lei, il ragazzo infatti ha paura a portare avanti il loro rapporto poiché, in intimità, potrebbe perdere il controllo delle sue azioni e trasformarsi in bestia; Evan porta avanti il suo rapporto con la Muirfield consegnando le sue ricerche ma, ciò nonostante, questi non vogliono comprenderlo nei loro piani.
Nel frattempo giunge in centrale il procuratore distrettuale Lowan per investigare sul caso del vigilante ed in particolare sulla morte di Darius; Lowan interroga tutti su alcune prove compromesse e aggiunge alla squadra due uomini autorizzati a dare la caccia ed a sparare a vista la bestia.
Dopo aver rivelato a Cat di aver rischiato di ferire, due anni prima, una ragazza mentre era in intimità con la stessa, Vincent e la detective rimangono d'accordo di non avere fretta e di vedere come si evolve la situazione; insieme i due risalgono all'identità dell'uomo, che ha fatto un grosso prestito a Darius nonché collegato con l'uomo che era presente la sera della morte dello stesso e che, avendo assistito al tutto e successivamente fuggito, è utile a scagionare Vincent.
Fingendo di chiedere un prestito di denaro, Vincent si reca nel bar dell'uomo agganciato con la criminalità e successivamente riesce a scoprire l'identità dell'uomo testimone, Ray Sheckman; Cat rivela ad Evan il suo piano di trovare Sheckman per scagionare il vigilante e gli chiede di cercare delle prove per collegarlo all'omicidio di Darius.
Il medico legale informa immediatamente la Muirfield del possibile testimone, si accorda inoltre con questi, promettendo loro di trovare l'uomo a patto di entrare nel vivo dell'indagine sulla bestia.
Lowen, nel frattempo, confidandosi con Catherine le fa sapere di aver perso, anche lui, sua madre molto giovane a seguito di un omicidio; Cat e Vincent si recano ad un ricevimento in maschera per riuscire ad avvicinare Ray Sheckman e lo convincono a raccontare, a Lowen, la verità sull'accaduto.
Dopo che Sheckman gli rivela tutto e gli chiede l'immunità totale, il procuratore distrettuale crede che l'uomo abbia visto il giustiziere in faccia ma che menta per proteggersi.
Il giorno seguente Evan apprende dalla Muirfield che Sheckman è stato ucciso; contemporaneamente Lowen crea una task force, per catturare il vigilante, cui Cat è costretta ad unirsi per evitare possibili sospetti sul suo conto.
In seguito la detective si reca da Vincent per informarlo sulla novità; i due capiscono che insieme possono superare tutto e decidono così di non avere timori e viversi la loro storia.
- Guest star: William deVry (Dott. Sorenson), Edi Gathegi (Kyle), Ryan S Williams (Eddie Newell)
- Ascolti USA: telespettatori 1 430 000 – share 1%[20]
- Ascolti Italia: telespettatori 1 513 000 – share 7,08% [13]

## Insaziabile
- Titolo originale: Insatiable
- Diretto da: Lee Rose
- Scritto da: Blair Singer

### Trama
Mentre Cat e Vincent vivono la loro storia, facendo sempre attenzione a non essere scoperti dai colleghi di lei, c'è un nuovo omicidio che sembra in tutto, ferite comprese, opera del vigilante; sapendo che la vittima non è stata uccisa da Vincent, Catherine cerca di portare i suoi colleghi, incluso il procuratore Lowen, sulla pista di un emulatore.
Dopo aver analizzato il cadavere, Evan non riscontra su di esso alcuna traccia di DNA incrociato e, dopo un incontro con Cat, decide di analizzare la sciarpa della donna, accidentalmente dimenticata nel suo laboratorio. Il medico legale, inoltre, d'accordo con l'agente Kyle deve impedire che la polizia arrivi prima della Muirfield; per far ciò, deve contraffare le prove, se necessario.
Analizzando la carrozza ed il cavallo rinvenuti sulla scena del delitto, Cat e Vincent trovano, sotto lo zoccolo dell'animale, uno spuntone di un'arma medievale chiamata "stella del mattino" nonché pezzo dell'arma del delitto; sullo spuntone J.T. rinviene un emblema e non conoscendone il significato decide di investigare recandosi in un negozio di antiquariato.
Tess comincia ad indagare per conto suo, sotto richiesta di Joe, su tutti i casi passati del vigilante; nel frattempo Cat discute con Evan riguardo alle tracce di DNA ritrovate dal medico sulla sua sciarpa e, dopo l'ennesima bugia, decide insieme a J.T. e Vincent di inscenare un incendio nell'appartamento dei due, nonché la morte dello stesso Vincent, mettendo un cadavere preso dall'università di J.T. all'interno dell'appartamento.
Interrogando nuovamente tutte le persone protagoniste dei casi passati in cui il vigilante è stato coinvolto, Tess scopre non solo che l'uomo misterioso è in realtà da tutti definito come un salvatore, ma che non ha sembianze del tutto umane; il piano per inscenare la morte di Vincent si complica quando prima della polizia sopraggiunge la Muirfield, avvisata da Evan; fortunatamente Vincent e Cat riescono a sfuggire e a nascondersi nei sotterranei di New York.
L'edificio ridotto in fiamme consente alla polizia di trovare solamente il corpo bruciato dell'uomo che impersona Vincent, rendendo ufficiale la morte del vigilante; la notizia fa arrabbiare molto il procuratore Lowen, che è segretamente interessato a prendere vivo Vincent. Nel suo appartamento, appesa al muro, c'è la "stella del mattino": è lui l'autore dell'omicidio.
Ispezionando i sotterranei della rete elettrica di New York, Tess s'imbatte accidentalmente in Vincent e lo insegue. Vedendolo trasformato, gli spara; in quell'istante sopraggiunge anche Cat che, disperata, cerca di aiutare Vincent, di fronte alla collega incredula.
- Guest star: Edi Gathegi (Kyle), Ryan S Williams (Eddie Newell)
- Ascolti USA: telespettaori 1 720 000 – share 2%[21]
- Ascolti Italia: telespettatori 1 491 000 – share 8,6% [13]

## Partner nel crimine
- Titolo originale: Partners in Crime
- Diretto da: Rick Rosenthal
- Scritto da: Emily Silver

### Trama
Dopo aver aiutato Vincent, sotto lo sguardo esterrefatto di Tess, ad estrarre la pallottola, Cat insegue la sua amica che, spaventata, cerca di uscire dai sotterranei per chiamare rinforzi; la donna viene bloccata da Vincent e dopo averle detto tutta la verità riguardo all'esperimento che gli ha dato sembianze animali, Tess perde i sensi dopo essere stata sedata da J.T. sopraggiunto sul luogo con la pistola contenente tranquillanti.
Con l'aiuto di Cat, che distrae Evan, J.T. sostituisce i campioni di DNA nel laboratorio relativi al cadavere che deve impersonare Vincent, in modo da far risultare ufficialmente il cadavere come il vigilante; rimasta sola con Vincent, Tess si risveglia nei sotterranei e, non potendo fuggire, ascolta il ragazzo che comincia a raccontarle la verità sul perché Cat le aveva taciuto tutto.
Il procuratore Lowen, poco convinto sulla morte del vigilante ed in attesa dei risultati del DNA, comincia a manifestare i suoi sospetti verso Catherine e soprattutto sulla scomparsa improvvisa di Tess; nel frattempo approfittando di una distrazione di Vincent, Tess fugge ed una volta raggiunta dal ragazzo, viene lasciata andare in modo da chiarirsi con Cat.
Tess e Cat s'incontrano e la donna racconta alla sua amica di come Vincent l'abbia salvata anni prima la notte dell'assassinio di sua madre, nonostante ciò Tess rimane convinta che la verità debba venire a galla e che Vincent debba costituirsi per l'omicidio di Darius ma, visto il rifiuto di Cat, Tess chiama in centrale e chiede rinforzi.
Nelle fogne insieme ai due poliziotti speciali inseriti nel caso dal procuratore Lowen, Tess presto intuisce che i due le nascondono qualcosa e che sappiano molto di più sul vigilante; i tre cominciano a lottare e nella fuga Tess cade in acqua e rimane imprigionata in una caditoia.
I poliziotti trovano Vincent e Cat e, dopo una difficile lotta i due uccidono gli uomini di Lowen; prima di andare via però Cat intuisce che i due erano sopraggiunti sul luogo grazie a Tess perciò, nonostante la donna li avesse denunciati, i due incominciano a cercarla per poi, grazie alla forza di Vincent, trovarla e liberarla.
Accompagnata a casa Tess, rinnova la sua amicizia con Catherine e promette di mantenere il segreto su Vincent, soprattutto visto che lui non è il serial killer che tutti credono; nel frattempo Joe informa Lowen dell'accaduto e il procuratore si reca nelle fogne dove, analizzandole pareti, scorge un graffio di Vincent intuendo che è ancora in vita.
Evan, parlando con J.T., intuisce che la sua ossessione verso il vigilante è dovuto al suo amore per Cat; poco dopo, il medico legale, decide di rivelarle i suoi sentimenti e recandosi a casa di Cat osserva sbalordito Vincent che, dopo aver salutato la detective, va via saltando dalla sua scala antincendio su un furgone in movimento.
- Guest star: Ryan S Williams (Eddie Newell)
- Ascolti USA: telespettatori 1 500 000 – share 2%[22]

## Il tradimento di un amico
- Titolo originale: Heart of Darkness
- Diretto da: Scott Peters
- Scritto da: Roger Grant e Blair Singer

### Trama
Evan, distrutto dopo quello che ha visto, s'incontra con l'agente Kyle in un bar e gli confida le coordinate del nascondiglio di Vincent, ovvero i sotterranei limitrofi all'abitazione di Cat; l'agente prima di lasciarlo gli fornisce un dispositivo da accendere solo in caso di pericolo, qualora incontrasse la "bestia".
Proprio mentre Cat sta discutendo sul tetto con Tess, riguardo al suo possibile coinvolgimento nella storia di Vincent con la Muirfield, la detective riceve una chiamata da Evan, che vuole il suo aiuto poiché finito in prigione.
Dopo essersi precipitata dall'uomo, Cat apprende dallo stesso Evan che ha escogitato la sua incarcerazione, prendendo a pugni una persona nel bar, per poter parlare con lei, senza essere ascoltato dalla Muirfield, riguardo al vigilante; dopo aver negato Cat ammette il suo coinvolgimento solo perché capisce che Evan l'ha attirata lontano da Vincent poiché la Muirfield sta catturando l'uomo.
Gli uomini della Muirfield falliscono nel tentativo di catturare Vincent, l'uomo infatti riesce a scappare e, dopo aver compreso che Evan è a conoscenza di tutto, si reca dall'uomo per parlargli e cercare di convincerlo a lasciare la Muifield poiché troppo pericolosa; proprio quando i due stanno parlando Evan aziona il dispositivo datogli dall'agente Kyle e immediatamente sono circondati da agenti che stordiscono Vincent.
Nel frattempo il procuratore Lowen perquisisce l'ufficio di Evan e una volta sopraggiunta Catherine le riferisce che sospetta che sia lei, che l'uomo possano essere delle talpe, quindi coinvolti con il giustiziere.
J.T. avverte Cat che Vincent è scomparso e che teme sia stato preso dalla Muirfield; insieme a Tess si recano sul luogo dove, il suo cellulare ha interrotto il segnale; Evan, nel laboratorio della Muirfield dove è tenuto prigioniero Vincent, comincia a curiosare in giro ed oltre a capire che questi stanno continuando gli esperimenti sul DNA incrociato, trova una cartella contenente delle informazioni sulla madre di Cat.
Dopo aver capito che Vincent è innocente ed è stato sottoposto agli esperimenti dalla Muirfield, Evan prova a liberarlo ma viene raggiunto dall'agente Kyle che comincia ad aggredirlo; i due hanno una violenta colluttazione ed infine l'agente spara ad Evan ferendolo.
Aiutata da Tess e J.T., Cat riesce ad entrare nei laboratori e libera Vincent, i due prendono anche Evan che giace disteso e ferito; nella fuga Evan menziona a Vincent qualcosa riguardo a delle informazioni scoperte nella cartella della mamma di Cat e il ragazzo lo prega di tacere il tutto poiché Cat è all'oscuro di ciò che ha letto.
I tre ad un certo punto si bloccano perché senza via d'uscita e proprio quando finalmente Vincent riesce a forzare, grazie alla sua forza, una porta vengono raggiunti dalle guardie che sparano ed uccidono Evan sacrificatosi per la fuga dei due.
Il giorno seguente Cat, si reca al distretto dal procuratore Lowen che, prima di riceverla ha dei tremori alle mani e assume dei farmaci per interromperli, ed apprende da lui che Evan ha confessato, tramite una email, di essere la talpa e di aver lasciato il paese; Cat commossa, capisce che l'uomo ha fatto il tutto pochi istanti prima di morire e che ora, grazie a lui, è fuori dai sospetti di Lowen.
- Guest star: Edi Gathegi (Kyle)
- Ascolti USA: telespettatori 1 590 000 – share 2%[23]

## Giocare con il fuoco
- Titolo originale: Playing with Fire
- Diretto da: Mike Rohl
- Scritto da: Brian Studler

### Trama
Catherine è impegnata, insieme a Vincent, a trovare una nuova sistemazione per lui e J.T. che sia sicura e abbastanza accogliente e nel frattempo affronta il dolore per la morte di Evan; visitando l'appartamento dell'amico, lei e Vincent trovano l'abitazione sottosopra credendo, però, sia un altro atto della Muirfield per far sparire i diari segreti di Evan e tutte le sue ricerche.
Nel frattempo, al distretto, un uomo moribondo arriva sanguinante in cerca di Catherine, la donna non fa in tempo a parlargli che l'uomo muore poco dopo istanti e prima di essere vista, Tess gli sottrae una tessera magnetica; il cadavere è privo di documenti d'identità e non ha impronte digitali così da rendere impossibile il riconoscimento, il tutto è osservato dal procuratore Lowen che con quest'episodio, sembra ricordare un avvenimento del suo passato.
Rintracciando l'odore del sangue dell'uomo deceduto nel distretto, Vincent e J.T. ripercorrono il tragitto fatto dall'uomo prima di morire e giungono nel vicolo dove ha avuto una colluttazione con qualcuno; qui trovano il cellulare del defunto e il cadavere di un altro uomo senza impronte digitali.
Prendendo alcuni video di sorveglianza nelle vicinanze dell'appartamento di Evan, Tess e Cat rintracciano l'auto che si è recata nell'abitazione dell'uomo per ripulirla; con loro grossa sorpresa le due scoprono che la targa appartiene all'auto di Lowen.
Dopo aver smascherato il procuratore, Cat ascolta il racconto di Gabe che da piccolo, portato in America poiché orfano, divenne una sorta di cavia da laboratorio della Muirfield quindi ora, in cerca di vendetta, cerca disperatamente di rintracciare l'organizzazione e distruggerla, grazie ai diari di Evan.
J.T. riesce a visualizzare il video che Paul Davis, l'uomo defunto nel distretto, ha lasciato sul suo cellulare per Cat; l'uomo l'ha rintracciata poiché, lavorando per la Muirfiel, conosceva sua madre Vanessa e nel messaggio le dice che per annientare l'organizzazione deve recarsi agli Orchard.
Cat decide di collaborare con Gabe Lowen, all'insaputa di Vincent, e grazie alle informazioni del procuratore riescono ad intuire dove si trovano le industrie Orchard, sede centrale della Muirfield e i suoi database; insieme a Tess, che l'aiuta ad entrare nella struttura, Cat riesce ad accedere al computer centrale della Muirfiel, grazie anche a Gabe che intuisce la password.
Proprio quando sta per trasferire a Gabe tutte le cartelle informative e le identità delle persone utilizzate dalla Muirfield per le sue ricerche, compresa quella di Vincent, Cat cerca disperatamente di interrompere il trasferimento e con l'arrivo di Vincent viene aiutata a distruggere il posto.
La mattina seguente Cat apprende da Lowen che non è riuscito a prendere i file poiché il trasferimento si è interrotto troppo presto; la donna mente e non dice che era presente anche Vincent e successivamente apprende dal procuratore che "Chimera", la password inserita nel computer, era il nome del progetto cui da bambino faceva parte.
Involontariamente Cat racconta a Lowen che sua madre portava sempre un ciondolo con una chimera; grazie a questo dettaglio Gabe ricorda come la mamma di Cat sia la stessa donna che lavorava per la Muirfield e lo ha fatto scappare.
Analizzando il posto, Tyler, la ragazza di Lowen gli mostra alcune foto intuendo subito che la distruzione del posto è opera della "bestia" e che quindi Cat sta mentendo.
- Guest star: Shantel VanSanten (Tyler), Steve Lund (Kirk Iverson), Khaira Ledeyo (Vanessa Chandler)
- Ascolti USA: telespettatori 1 240 000 – share 1%[24]

## L'anniversario
- Titolo originale: Anniversary
- Diretto da: Mairzee Almas
- Scritto da: Don Whitehead e Holly Henderson

### Trama
È l'anniversario della morte della mamma di Catherine e lei e Vincent decidono di portare dei fiori sulla sua tomba; al cimitero i due vedono Gabe anch'egli vicino alla tomba di Vanessa. Cat si avvicina a parlare con il procuratore che le rivela di aver scoperto, grazie all'affermazione sulla collana con la chimera, che la dottoressa che l'ha salvato dalla Muirfield è proprio sua madre.
Gabe fa notare a Catherine che la tomba è scheggiata; mentre i due discorrono amichevolmente Cat propone a Gabe di partecipare, con la sua famiglia, alla commemorazione di sua madre, il tutto è ascoltato da Vincent che geloso lascia il cimitero.
Tess e Joe discutono su un possibile trasferimento di Tess in un altro distretto dopo essere stati visti insieme da un loro collega; con il trasferimento la coppia potrebbe uscire allo scoperto tranquillamente ma, Tess non è intenzionata a cambiare la sua vita professionale.
Tess e Cat sono impegnate, nel frattempo, a fare da scorta al sindaco, durante una sua partecipazione pubblica; mentre Cat è impegnata a parlare con Vincent del motivo della sua improvvisa scomparsa dal cimitero, il sindaco è vittima di un colpo di pistola.
Vincent segue il cecchino e nella colluttazione questo perde il cellulare e, dopo aver composto l'ultimo numero presente chiamato, scopre che questo aveva telefonato a Gabe.
Vincent confida a Cat quanto scoperto e le rivela inoltre di essere andato via dal cimitero perché ha perso il controllo, arrabbiato per il suo rapporto con Gabe, non perché sia geloso ma perché non si fida dell'uomo; con l'aiuto di J.T. il gruppo controlla l'acconto bancario di Gabe e notano un grosso trasferimento monetario risalente proprio alla mattina della sparatoria.
Cat si reca da Lowen e lo accusa di aver pagato il cecchino per uccidere il sindaco, l'uomo però le confessa di aver investito i soldi per assumere un investigatore privato ed indagare sulla tomba scheggiata di sua madre; Gabe le dice inoltre che l'investigatore non ha trovato alcun certificato di autopsia di sua mamma e che quindi sospetti sia ancora viva.
Dopo aver dato la notizia a Vincent, Cat litiga con il ragazzo poiché questi perde nuovamente il controllo proibendole di continuare a vedere Lowen ed inoltre le confessa di aver sentito, grazie ai suoi sensi super sviluppati, che sua madre non giace sotto la sua tomba.
Nella serata commemorativa su Vanessa, Cat parla con suo padre riguardo al graffio sulla tomba della madre; il padre le dice di aver riesumato la madre anni prima per dei lavori alle condutture sotterranee e, visti i sospetti di Cat, le promette di darle il modulo di autorizzazione firmato anni prima.
Gabe e Cat si recano all'indirizzo trovato sulla fattura, che è un posto disabitato; Tess e Joe scoprono che il cecchino in realtà cercava di colpire Gabe che è il reale obiettivo.
Vincent si reca appena in tempo alla tenuta disabitata dove si trovano Gabe e Cat e interviene in aiuto della donna uccidendo il cecchino; l'uomo le racconta tutto e i due si chiariscono dopo il litigio e insieme trovano la vera tomba di Vanessa sepolta lì probabilmente dalla Muirfield.
Cat decide però di lasciare lì la mamma e non dire nulla alla sua famiglia per non dare nell'occhio; Joe informa Tess di aver spostato il collega che li aveva visti in un altro distretto in modo da evitare il trasferimento della donna.
Gabe rimasto sul luogo dove giace Vanessa, analizza la scena dopo la colluttazione tra Vincent ed il cecchino; l'uomo dopo poco chiama qualcuno rivelando che purtroppo Vanessa è realmente morta ma che ha, fortunatamente, trovato la "bestia" e che quindi devono agire in fretta.
Mentre chiudono la conversazione, in Gabe iniziano a verificarsi gli stessi sintomi di Vincent, il che quindi mostra che ha anche lui il DNA incrociato.
- Guest star: Nicole Anderson (Heather Chandler), Rob Stewart (Signor Chandler)
- Ascolti USA: telespettatori 1 230 000 – share 1%[25]

## Appuntamento
- Titolo originale: Date Night
- Diretto da: Kevin Fair
- Scritto da: Roger Grant

### Trama
Tess e Cat partecipano ad un'operazione di scorta per proteggere Gabe visto che è ancora nel mirino della mafia; nel frattempo Cat
e Vincent parlano del futuro della loro relazione dopo che Catherine credeva di essere incinta, al riscontro negativo del test, Vincent le dice che loro non potranno mai avere figli visto il suo DNA e neppure una normale relazione alla luce del sole.
Gabe chiede a Cat di rivelarle l'identità della persona con lei nel granaio, la sera del suo attentato, dopo che Cat
rifiuta di esporre Vincent, Gabe perde le staffe e comincia a trasformarsi in bestia (come solitamente accade a Vincent); Cat incredula ascolta il racconto di Gabe, che sin da piccolo è stato uno dei primi soggetti della Muirfield per alterare il DNA e che lui, al contrario di Vincent, una volta trasformato non può più ritornare allo stato umano se non con l'aiuto di alcune medicine.
Contenta per la scoperta, Cat informa Vincent dell'identità di Gabe e della possibilità di arrestare le sue trasformazione grazie alle medicine di Gabe; inizialmente restio, Vincent si convince ad incontrare Gabe ma, proprio mentre si recano in hotel dove alloggia Gabe, il procuratore viene aggredito da un killer della famiglia Bustamonte, che però riesce a uccidere, per poi fuggire per la città trasformato in bestia.
Mentre tutto il distretto è allertato per ritrovare Gabe che credono sequestrato, Vincent e Cat si procurano la pistola tranquillante e vanno in cerca di Gabe per somministrargli l'antidoto; il procuratore però conoscendo l'indirizzo di Vincent, ottenuto grazie ad un localizzatore inserito segretamente su un foglio dato a Cat, si reca nell'abitazione e aggredisce J.T. per poi essere stordito con i dardi da Vincent.
Dopo essere ritornato nelle sembianze umane, Gabe si accorda con Vincent: gli darà i suoi medicinali in cambio di un prelievo del suo sangue, in modo da studiarne il DNA e ottenere, in qualche modo, un'estensione completa del suo stato umano.
Mentre Vincent e Cat decidono di godersi delle ore di normalità allo scoperto, grazie alle pillole di Gabe, J.T. ne studia il contenuto e, proprio mentre la coppia trascorre felice del tempo nella piscina dell'albergo progettando sul futuro, avverte l'amico che i medicinali funzionerebbero in maniera differente su di lui, essendo un prototipo della Muirfield di seconda generazione a differenza di Gabe, portandolo alla morte.
Cat prega Vincent di non prendere più pillole poiché non vuole un futuro senza di lui, anche se questo comporterà a molte rinunce; Tyler informa Gabe che grazie al DNA di Vincent lui potrà tornare normale, ma che per farlo il ragazzo non sopravviverà.
- Guest star: Shantel VanSanten (Tyler)
- Ascolti USA: telespettatori 1 290 000 – share 1%[26]

## Mai voltarsi indietro
- Titolo originale: Never Turn Back
- Diretto da: Rick Bota
- Scritto da: Kelly Souders e Brian Peterson

### Trama
J.T. scopre che le pillole-antidoto di Gabe, stanno attaccando la parte animale del DNA di Vincent e lo possono rendere del tutto umano col passare di qualche giorno.
Nel frattempo Gabe e Tyler hanno organizzato tutto nel dettaglio ed attirato Vincent in una trappola da cui non ne uscirà vivo poiché Gabe, per diventare umano, ha bisogno di gran parte degli organi di Vincent; Cat nel frattempo fornisce al ragazzo due nuovi documenti d'identità per entrambi e programma con Vincent di andare via da New York e vivere lontano dal mirino della Muirfield.
Dopo aver ricevuto una telefonata da suo padre, che aveva urgenza di incontrarla, Catherine si reca al punto d'incontro in tempo per vedere suo padre investito da una macchina a tutta velocità; dopo aver accompagnato l'uomo in ospedale Cat, decide di investigare e far analizzare il palmare del padre, quasi distrutto dall'incidente.
Poco convinto riguardo alla buona fede di Gabe, J.T. si introduce di nascosto nel suo appartamento dove scopre il vero piano della coppia nei confronti di Vincent; dopo aver avvertito l'amico della trappola, J.T. distrugge tutte le apparecchiature di Tyler, necessarie alla cura per Gabe.
Tess, con l'aiuto di un tecnico del distretto riesce ad accendere il palmare del padre di Cat e vede, nel contenuto di un'email, la foto di un uomo; Gabe dopo aver scoperto la distruzione dei macchinari nel suo appartamento, decide di rapire Catherine in modo da obbligare Vincent a consegnarsi.
Vincent decide di rapire Tyler in modo da avere anche lui un vantaggio su Gabe ma, quando gli propone lo scambio Gabe rifiuta dicendogli di uccidere la ragazza; messo alle strette Vincent decide di andare da solo a salvare Cat ma, nonostante J.T. gli suggerisca di prendere un qualsiasi vaccino per interrompere la transizione del suo DNA e ritornare bestia in modo da salvare Cat, Vincent si rifiuta.
Nel frattempo la trasformazione di Gabe ha inizio e Cat cerca in tutti modi una via di fuga dalla cella in cui è prigioniera; J.T. viene aggredito da Tyler che lo stordisce e fugge, per poi essere raggiunta per la strada ed uccisa dall'uomo misterioso della foto nell'email del padre di Cat.
Heather nell'ospedale assiste suo padre e scopre dal dottore che Cat, dopo aver donato il suo sangue risulta non essere la figlia naturale di loro padre; Vincent libera Cat dalla cella ma nella fuga si scontrano con Gabe, ormai bestia.
Cat corre nel laboratorio interno alla villa e prende un semplice vaccino da iniettare a Vincent ed interrompere la transizione del DNA, il ragazzo tornato bestia affronta Gabe.
Nel corso della lotta sopraggiunge un elicottero che spara a Gabe e cattura Vincent, Cat impotente assiste al tutto e viene separata dal ragazzo; l'uomo misterioso, sull'elicottero, lascia in vita la detective poiché dichiara essere sua figlia.
- Guest star: Shantel VanSanten (Tyler), Nicole Anderson (Heather Chandler), Rob Stewart (Signor Chandler), Ted Whittall (agente speciale Reynolds), Andrew Moodie (medico nel laboratorio)
- Ascolti USA: telespettatori 1 260 000 – share 1%[27]